# Sophy Christensen
Sophy (Sophie) Adolfine Christensen (* 10. Januar 1867 in Holbæk; † 31. Juli 1955 in Kopenhagen) war eine dänische Handwerkerin. Sie war die erste dänische Tischlerin und hatte im Jahr 1893 ihre Lehre abschgeschlossen.

## Herkunft und Ausbildung
Sophy Christensens Eltern waren der Kapitän Frederik Adolph Christensen (1833–1899) und seine Frau Christiane Andersen (1841–1884). Sie war das zweitälteste Kind des Ehepaares, die fünf Mädchen und einen jüngsten Sohn hatten. Nach einem Schiffbruch war der Vater krank und zusammengebrochen, und die Familie zog nach Kopenhagen. Die Mutter sorgte für den Unterhalt der Familie, aber als sie 1884 starb, musste Sophy Christensen die Verantwortung für ihre drei jüngeren Geschwister übernehmen, während der Vater in ein Altenstift für alte Seeleute kam. Ihre Geschwister kamen in Pflegefamilien und sie selbst in eine Familie in Jütland. 
Im Alter von 20 Jahren kehrte sie nach Kopenhagen zurück und bekam einen Job in einem Stickereigeschäft. Auf Wunsch ihres kleinen Bruders meldete sie sich für drei Monate zum Handarbeitskurs von Aksel Mikkelsen (1849–1929), einem überregional bekannten Handarbeitspädagogen, an. Der Aufenthalt wurde durch ein kleines Stipendium finanziert. Über den Schulleiter kam sie in Kontakt mit dem Dansk Kvindesamfund (DK) (deutsch Dänische Frauengesellschaft), den im Jahr 1887 ein Komitee gegründet hatte, das sich für die Ausbildung von Handwerkerinnen einsetzte. Unter den Ausschussmitgliedern war auch die frisch promovierte Ärztin Emmy Kramp, der die Selbständigkeit von Frauen sehr am Herzen lag. 
Sie ermutigte Sophy Christensen, eine Ausbildung zur Tischlerin zu machen, was ihr bisher nicht in den Sinn gekommen war, da sie sich vorgenommen hatte, Handwerkslehrerin zu werden. Die Ärztin und einige ihrer Kommilitonen versprachen, sie während ihrer Ausbildung zu unterstützen. Zusammen mit ihrem kleinen Bruder und einer ihrer Schwestern zog sie dann in eine Dachgeschosswohnung und begann 1890 mit der Tischlerlehre. Eine Frau in der Werkstatt war damals fast eine Sensation, aber Sophy Christensen setzte sich schnell respektvoll durch. Als angehende Tischlerin musste sie zeichnen lernen, und als die Fachschule sie wegen ihres Geschlechts ablehnte, wurde sie in die Tegne- og Kunstindustriskolen for Kvinder (deutsch Zeichen- und Kunstgewerbeschule für Frauen) unter der Leitung des Architekten Vilhelm Klein und seiner Frau Charlotte Klein aufgenommen. Das Paar interessierte sich für Sophy Christensen und Vilhelm Klein bot ihr einen sechsmonatigen Job in seinem eigenen Atelier an. Sowohl sie als auch ihre Geschwister wurden privat in das Haus des Paares eingeladen und unterstützt, sie selbst waren kinderlos.
Im Frühjahr 1893 vollendete Sophy Christensen ihr Gesellenstück, ein poliertes Bücherregal, das von einer der Unterstützerinnen der Frauenbewegung Sophie Alberti in Auftrag gegeben worden war. Mit diesem Werkstück bestand sie als erste Frau Dänemarks die Gesellenprüfung als Tischlerin und schloss die Lehre erfolgreich ab.

## Berufsleben
Nach der Abschlussprüfung reiste Sophy Christensen zur Weltausstellung nach Chicago, wo sie eine Stelle in der dänischen Abteilung bekam; später reiste sie mit dem Ehepaar Klein durch Europa, insbesondere Deutschland, Italien und Frankreich. Sie sehnte sich jedoch danach, zu ihrem Handwerk zurückzukehren. Sie wurde in den Tischlerverein aufgenommen und machte im Jahr 1895 die Meisterprüfung und ließ sich anschließend mit ihrer eigenen Möbeltischlerei in der Ravnsborggade in Nørrebro nieder. Sie wurde damit die erste weibliche Tischlermeisterin in Dänemark, bald gefolgt von Cathrine Horsbøl, die sich im selben Jahr als Meisterin etablierte.  Einer der ersten Aufträge, die sie als Meisterin erhielt, war ein Schrank, den sie für die damalige Kronprinzessin Louise anfertigte, ein Geschenk an Prinz Christian X. Christensen musste den Betrieb bald erweitern und hatte zeitweise zehn Gesellen und zwei Lehrlinge, darunter ein Mädchen.
Ab 1904 und drei Jahre später reiste Sophy Christensen nach Frankreich, um modernes Handwerk zu lernen, danach folgte sie ihrer Förderin Charlotte Klein von 1907 bis 1915 als angesehene Direktorin der Tegne- og Kunstindustriskolen for Kvinder nach. Sie förderte nicht nur ihr eigenes Fach Möbeltischlerei, sondern bemühte sich auch sehr um die Entwicklung neuer und moderner Textilien und sorgte dafür, dass alle Schüler in den ersten Jahren einen umfassenden Zeichenunterricht verbunden mit stil- und kunsthistorischen Vorlesungen erhielten. 
Sie leistete auch aktive Verbandsarbeit, um Studenten nach dem Abschluss Geschäftsmöglichkeiten zu bieten. So war sie wie Charlotte Klein in der „Selskabet Hedebosyningens Fremme“ (SHF) aktiv, die 1905 von dem Architekten Martin Nyrop als Abteilung der „Dansk Husflidsselskab“ (DHS) gegründet wurde und deren Zweck die künstlerische und technische Innovation der altdänischen Stickerei-Tradition war. Sophy Christensen wurde die Tagesleiterin von SHF, die in der „Tegne- og Kunstindustriskolen for Kvinder“ untergebracht war, gemeinsam mit Elna Mygdal und Jenny la Cour als Vorstandsmitglieder. „Selskabet Hedebosyningens Fremme“ ließ Architekten und Künstler Muster zeichnen und erhielt viele Auszeichnungen auf dänischen und ausländischen Ausstellungen. Zusammen mit Nyrop und einem anderen Architekten, Anton Rosen, die beide im Vorstand von DHS saßen, ergriff Sophy Christensen die Initiative für eine Entwicklungsarbeit von gewebten Möbelstoffen auf der Grundlage dänischer Bauerngewebe aus der Zeit vor der Industrialisierung. Die Initiative muss im Zusammenhang mit anderen nationalromantischen Bestrebungen der Zeit gesehen werden, um das Dänischsein in Verhältnis zum Ausland, insbesondere zu den anderen nordischen Ländern, zu unterstreichen. DHS finanzierte umfangreiche Probewebereien, die von Sophy Christensen geleitet wurden. In der Folge wurde 1913 die Firma „Husflidsselskabets Vævestue“ ( Hausfleißgesellschafts Webstube) gegründet, die rasch große Umsätze ihrer Arbeiten erzielte, z. B. für öffentliche Gebäude. Ihre Bemühungen um die Entwicklung einer kunstvollen Weberei wurden zur Grundlage für die später dann anerkannten dänischen Stoffe, die Architekten für die von ihnen entworfenen Möbel nutzten. Im Jahr 1913 wurde sie als erste Frau in den Vorstand der DHS gewählt und brach damit die 40-jährige Tradition rein männlicher Leitung. Die Anstrengungen für die Weberei kamen auch der Möbeltischlerei zugute, und nach der Zeit als Schulleiterin übernahm Sophy Christensen wieder den Möbeltischlerbetrieb, der sich auf die Montage ganzer Häuser spezialisierte.

## Politische Arbeit
Im Jahr 1920 zog sie sich aus ihrem Beruf zurück und gründete im darauffolgenden Jahr eine Hühnerfarm in Birkerød. Sophy Christensen war 1912 mit der Ernennung zum „Honorary Member of the Art Teachers’ Guild“ (deutsch Ehrenmitglied der Kunstlehrer-Gilde) in London geehrt worden. Neben ihren anderen Aufgaben war sie Mitglied der Vertretungsräte des „Landsforeningen Dansk Arbejde“ (deutsch Nationalen Verbandes der Dänischen Arbeit) und des Frauenhauses (dänisch Kvindernes Bygning). Sie engagierte sich auch in der Politik und wurde als Kandidatin der Partei Venstre bei den Parlamentswahlen 1920 nominiert.

## Privatleben
In Kleidung und Aussehen war Sophy Christensen sehr männlich. Sie trug die Haare kurz geschnitten und stellte sich nach ihrem Besuch in Chicago einen Anzug zusammen, den sie Berichten zufolge immer trug, egal ob sie zum Abendessen ging oder im Garten arbeitete. Er bestand aus einem marineblauen Rock, einer weißen Hemdbluse mit blauer Fliege und einer kurzen, taillierten Jacke aus dem gleichen Stoff wie der Rock. Um die Jahrhundertwende lebte sie zusammen mit einer Schauspielerin vom Det Kongelige Teater Anna Petersen (1869–1934), später mit Ingeborg Glud (1880–1931), die Assistenzprofessorin an der Birkerød Kostskole (deutsch Internat Birkerød), später Statsskole Birkerød, war. Zusammen mit Glud bot sie Internatsjungen Unterkunft in ihrem Haus an, um sich von der Jugend inspirieren zu lassen. Sophy Christensen befürwortete die Theosophie (Blavatsky) und war eine große Bewunderin der englischen Theosophin Annie Besant (1847–1933), von der sie sagte, sie habe ihr „über viele Brennpunkte in diesem Leben hinweg“ geholfen.
Im Jahr 1928 veröffentlichte Sophy Christensen ihre Jugenderinnerungen Jeg vilde frem! (deutsch Ich wollte vorankommen!) und wurde bei dieser Gelegenheit gefragt, ob sie sich als Pionierin für ihr Geschlecht fühle. „Ich habe das Gefühl, meiner Zeit um 50 Jahre voraus gewesen zu sein“, war die Antwort.
Sophy Christensen ist auf dem Bispebjerg Kirkegård in Kopenhagen beerdigt worden. Die Grabstelle wurde aber inzwischen eingeebnet.